# Partia Socjalliberalna (Mołdawia)
Partia Socjal-Liberalna (PSL; rum. Partidul Social Liberal) – założona w 2001 roku w Mołdawii socjalno-liberalna partia polityczna. Powstała z inicjatywy publicysty i politologa Olega Serebriana.